# Lilla Härikan
Lilla Härikan är en ö i Finland.   Den ligger i kommunen Raseborg i den ekonomiska regionen  Raseborg  och landskapet Nyland, i den södra delen av landet, 90 km väster om huvudstaden Helsingfors.